# Kauã Santos
Kauã Morais Vieira dos Santos (Vassouras, 11 aprile 2003) è un calciatore brasiliano, portiere dell'Eintracht Francoforte.

## Carriera

### Club
Kauã è cresciuto nel settore giovanile del Flamengo e nel 2023 si è trasferito in Germania all'Eintracht Francoforte. Dopo una stagione con la seconda squadra è stato promosso nella prima ed il 14 settembre ha debuttato sostituendo l'infortunato Kevin Trapp nell'incontro di Bundesliga vinto 2-1 contro il Wolfsburg.

### Nazionale
Nel dicembre del 2022 è stato incluso nella rosa brasiliana partecipante al campionato sudamericano Under-20 del 2023, tenutosi in Colombia. ed il 23 febbraio si è laureato campione grazie alla vittoria per 2-0 sull'Uruguay. Nel giugno del 2023 ha preso parte al campionato mondiale tenutosi in Argentina.

## Statistiche
Statistiche aggiornate al 6 ottobre 2024.

### Presenze e reti nei club
| Stagione        | Squadra                  | Campionato      | Campionato | Campionato | Coppe nazionali | Coppe nazionali | Coppe nazionali | Coppe continentali | Coppe continentali | Coppe continentali | Altre coppe | Altre coppe | Altre coppe | Totale | Totale | Totale |
| Stagione        | Squadra                  | Comp            | Pres       | Reti       | Comp            | Pres            | Reti            | Comp               | Pres               | Reti               | Comp        | Pres        | Reti        | Pres   | Reti   |        |
| --------------- | ------------------------ | --------------- | ---------- | ---------- | --------------- | --------------- | --------------- | ------------------ | ------------------ | ------------------ | ----------- | ----------- | ----------- | ------ | ------ | ------ |
| 2023-2024       | Eintracht Francoforte II | RL              | 13         | -17        | -               | -               | -               | -                  | -                  | -                  | -           | -           | -           | 13     | -17    |        |
| 2024-2025       | Eintracht Francoforte    | BL              | 4          | -6         | CG              | 0               | 0               | UEL                | 2                  | -4                 | -           | -           | -           | 6      | -10    |        |
| Totale carriera | Totale carriera          | Totale carriera | 17         | -23        |                 | 0               | 0               |                    | 2                  | -4                 |             | -           | -           | 19     | -27    |        |

## Palmarès

### Nazionale
- Campionato sudamericano Under-20: 1

Colombia 2023